# Седнев, Сергей Анатольевич
Серге́й Анато́льевич Се́днев (укр. Сергій Анатолійович Седнєв; 19 декабря 1983, Глухов, Сумская область) — украинский биатлонист. Завершил карьеру в 2014/15

## Спортивная карьера

### Юниорские достижения
- Бронзовый призёр чемпионата мира 2004 года среди юниоров в гонке преследования.

### Карьера в Кубке мира
| Результат                   | Инд | Спр | Пр | МС | Всего | Эст | См | Всего |
| --------------------------- | --- | --- | -- | -- | ----- | --- | -- | ----- |
| 1 место                     | 1   | -   | -  | -  | 1     | -   | -  | -     |
| 2 место                     | -   | 1   | -  | -  | 1     | -   | 2  | 2     |
| 3 место                     | 2   | -   | -  | -  | 2     | 2   | -  | 2     |
| Финиш в 10-ке               | 4   | -   | 2  | -  | 6     | 6   | -  | 6     |
| Финиш в очках               | 8   | 6   | 8  | 2  | 24    | 9   | -  | 9     |
| Вне очков                   | 8   | 26  | 4  | -  | 38    | -   | -  | -     |
| Старты                      | 16  | 32  | 12 | 2  | 62    | 9   | -  | 9     |
| по состоянию на 25.01.2010г |     |     |    |    |       |     |    |       |

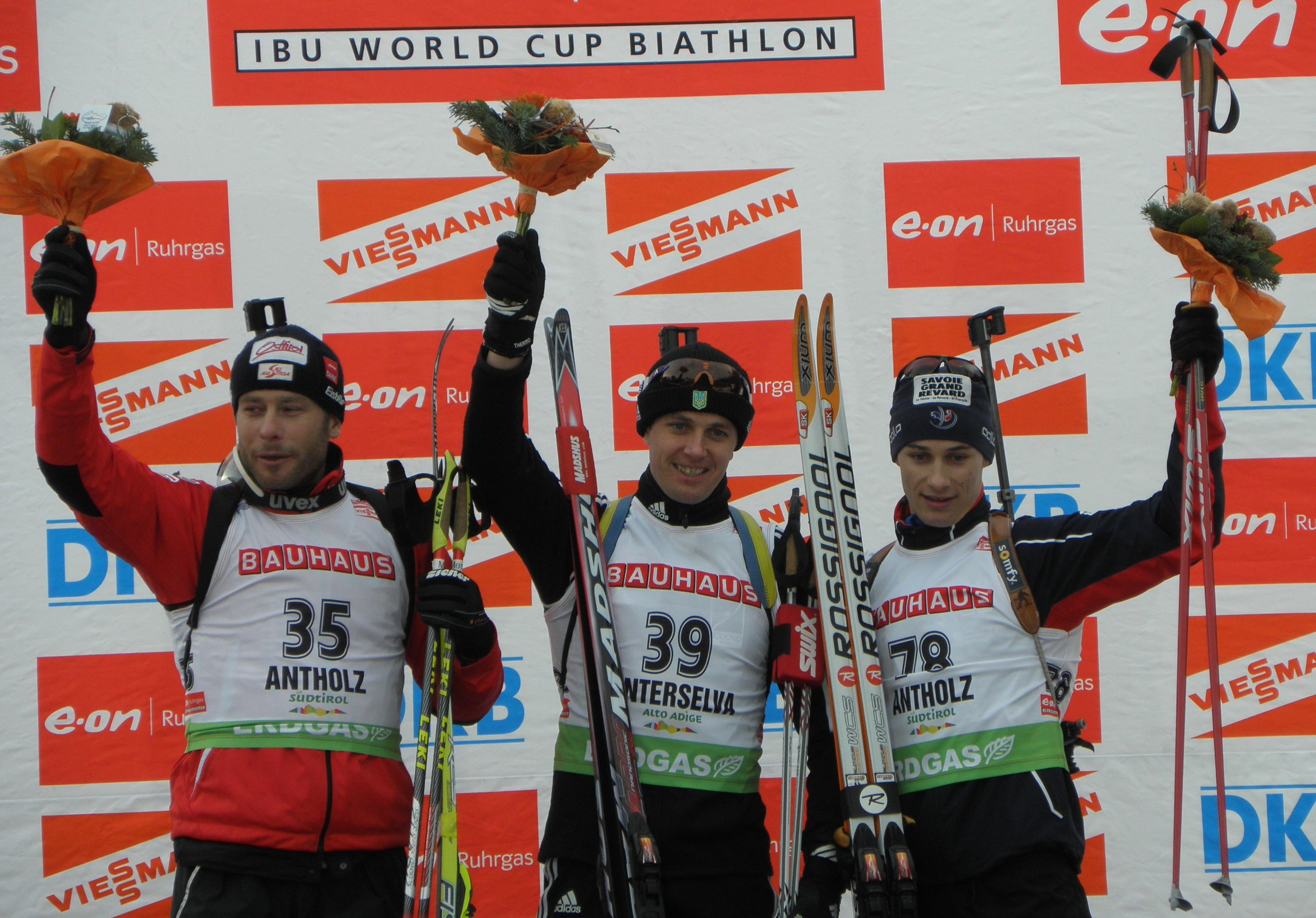
21 января 2010 года. Сергей Седнев - победитель в индивидуальной гонке.

- Дебют в кубке мира — 17 января 2004 года в спринтерской гонке в Рупольдинге, 67 место (2-й из 3-х украинских спортсменов).
- Первое попадание в очковую зону — 29 ноября 2007 года 26 место в индивидуальной гонке в Контиолахти.
- Первый подиум — 13 декабря 2007 года 3 место в индивидуальной гонке в Поклюке.
- Первая победа — 21 января 2010 года в индивидуальной гонке в Антерсельве.
- 10.12.2010 Второе место в спринте в австрийском Хохфильцене

### Общий зачет в Кубке мира
- 2007—2008 — 46-е место (75 очков)
- 2008—2009 — 46-е место (148 очков)
- 2009—2010 — 22-е место (374 очка)
- 2010—2011 — 16-е место (472 очка)
- 2011—2012 — 54-е место (99 очков)
- 2012—2013 — 45-е место (146 очков)
- 2013—2014 — 93-е место (9 очков)